# Gundula Barsch
Gundula Barsch (* 1958) ist eine deutsche Soziologin, Sozialarbeitswissenschaftlerin und Drogenforscherin.

## Leben und Forschung
Barsch wurde im Fach Soziologie promoviert und im Fach Sozialpädagogik habilitiert. Sie war 1981 bis 1989 wissenschaftliche Mitarbeiterin an der Akademie der Wissenschaften der DDR, Institut für Soziologie und Sozialpolitik, Forschungsschwerpunkt Lebensweisen und 1989 bis 1991 wissenschaftliche Mitarbeiterin an der Suchtklinik des Wilhelm-Griesinger-Krankenhauses in Ostberlin (Schwerpunkt Alkohol und Alkoholmissbrauch). Sie war von 1992 bis 1995 Leiterin des Forschungsprojektes Entwicklung des Drogenkonsums unter Ostberliner Jugendlichen und von 1994 bis 1998  Leiterin des Referats Drogen und Menschen in Haft der Deutschen AIDS-Hilfe. Seit 1998 ist sie Professorin im Lehrgebiet Drogen und soziale Arbeit an der Hochschule Merseburg.
Barsch ist Mitglied im Schildower Kreis, einem Experten-Netzwerk, das gegen die Drogenprohibition argumentiert, und des wissenschaftlichen Beirats des Branchenverbandes Cannabiswirtschaft e.V. Sie propagierte den Begriff Drogenmündigkeit.

## Schriften (Auswahl)
- Verhext und süchtig: Wahn Macht Sinn. Selbstpublikation. Engelsdorfer Verlag, Leipzig 2007, ISBN 978-3-939404-41-5.
- Lehrbuch Suchtprävention. Von der Drogennaivität zur Drogenmündigkeit. Edition Neuland, Geesthacht 2008, ISBN 978-3-87581-267-1.
- Von Herrengedeck und Kumpeltod, Bd. 1: Alkohol. Der Geist aus der Flasche. Edition Neuland, Geesthacht 2009, ISBN 978-3-87581-273-2 (zugl. Habilitation, TU Berlin).
- Drogen und soziale Praxis, Teil 1: Menschenbilder akzeptierender Drogenarbeit und wie sie sich in Grundbegriffen wiederfinden; ein Lehrbuch für Sozialarbeiter, Lehrer, Erzieher, Eltern, Politiker und alle, die mit Drogenthemen konfrontiert sind. Selbstpublikation. Engelsdorfer Verlag, Leipzig 2010, ISBN 978-3-86268-062-7.
- „Crystal-Meth“. Einblicke in den Lebens- und Konsumalltag mit der Modedroge „Crystal“. Pabst Science Publ., Lengerich 2014, ISBN 978-3-89967-910-6.
- Baukasten für eine anonyme Drogensprechstunde: Das Beispiel CheckPoint-C. Pabst Science Publ., Lengerich 2016, ISBN 978-3-95853-199-4.